# Arxan
Arxan (en mongol: Рашаан, romanizado: Arxaan, lit. 'Aguas termales' ; en chino, 阿尔山; pinyin, Ā'rshān) es un municipio bajo la administración directa de la Liga Hinggan en la Región autónoma de Mongolia Interior  , República Popular China.  Su área es de 7397 km² y su población total para 2010 superó los 68 mil habitantes.

## Administración
Desde julio de 2020, el municipio Arxan se divide en 8 pueblos que se administran en 4 subdistritos y 4   poblados.